# Свича (река)
Сви́ча — река на западе Украины (Львовская и Ивано-Франковская области), правый приток Днестра. Длина реки — 107 км, площадь её водосборного бассейна — 1493 км².
Берёт начало на северных склонах центрального водораздела Восточных Карпат и тянется через центральную и внешнюю зоны Восточных Карпат, а также внутреннюю и внешнюю зоны Передкарпатского прогиба. По режиму течения, форме и составу аллювия, делится на две части — горную и равнинную:
- Горная Свича имеет узкое русло (5-10 м), быстрое течение, порожистые уступы и каменистые перекаты. Глубина русла непостоянная — от 0,5 до 2 метров.
- Равнинная Свича на север от села Княжелука имеет сдержанное течение, скорость которого не выше 30-50 м/мин, с незначительными перекатами на отдельных участках. Ширина реки 10-30 метров; глубина — 0,5—2,5 метров. Правый берег крутой, обрывистый; левый — пологий, низкий. Река становится полноводной в весенний и летний периоды. Впадает в Днестр в районе посёлка Журавно.

Основные притоки: Ильница, Мизунка, Витвица, Сукель, Нечич, Креховка (левые), Саджава, Лущава, Турьянка, Дубравка (правые). Большинство из них начинаются на северных склонах Восточных Карпат и протекают по территории Калушского района Ивано-Франковской области.